# Bitva u Eggmühlu
Bitva u Eggmühlu (nebo též Bitva u Eckmühlu) byla ozbrojeným střetem napoleonských válek v době války páté koalice. Bitva se odehrála jižně od Řezna a skončila vítězstvím Francouzů nad rakouskou armádou.

## Nástin událostí
9. dubna 1809 vyhlásilo Rakousko Francii válku. Napoleon okamžitě vpadl do Bavorska se silnou armádou. 21. dubna napadl rakouské síly u Landshutu. Mezitím u Eggmühlu byl maršál Davout napaden jádrem rakouských sil.

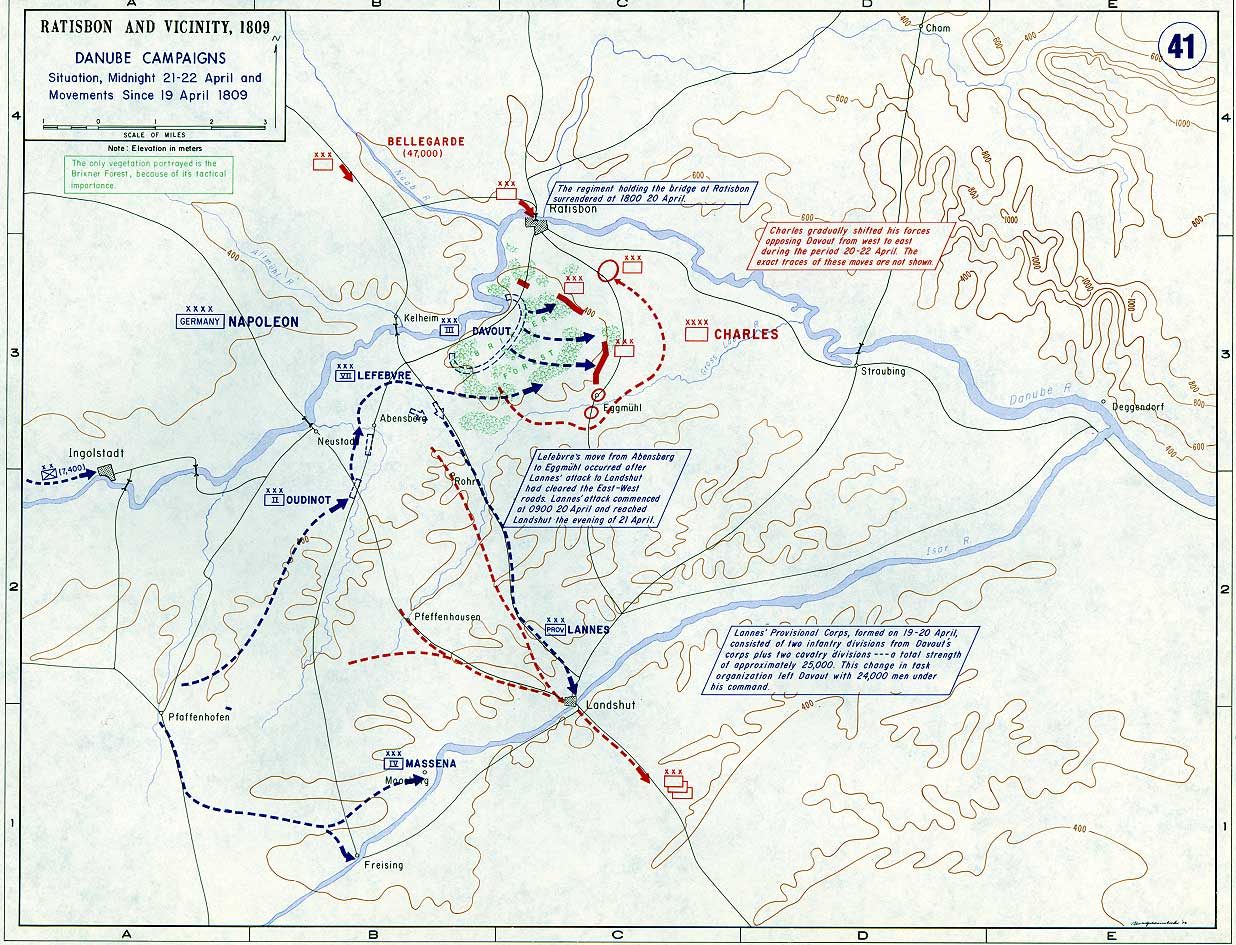
Pozice armád 21. dubna

Davout se tvrdě bránil až do večera, kdy boje utichly. Další den dorazil Napoleon s dalšími silami. Francouzi zahájili protiútok. Rakušané museli nakonec po odvážné obraně ustoupit.
Po bitvě se Napoleon vydal na Vídeň, ale tam prohrál u Aspern. Tuto porážku Rakušanům následně oplatil u Wagramu. Následně byl uzavřen mír.